# Paranaemia vittigera
Paranaemia vittigera är en skalbaggsart som först beskrevs av Mannerheim 1843.  Paranaemia vittigera ingår i släktet Paranaemia och familjen nyckelpigor. Inga underarter finns listade i Catalogue of Life.